# Martin Galway

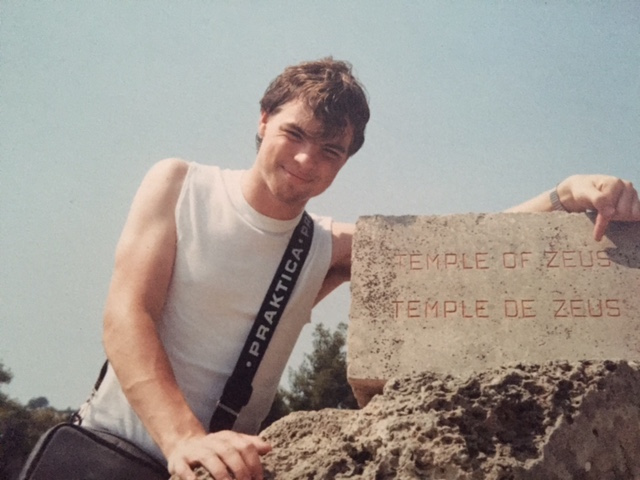
Martin Galway

Martin Galway, född 1966, är en av de mest kända spelmusikkompositörerna till hemdatorn Commodore 64, med musik till speltitlar som Wizball, Parallax, Terra Cresta och Yie Ar Kung-Fu.
Galway var en av de första musikerna som utnyttjade att Commodore 64:ans ljudchip SID hade en bugg som tillät musikkompositörerna att skapa samplat ljud på C64.
Galway jobbade senare på Digital Anvil, ett spelföretag som producerade spel åt Microsoft.